# Aeronau d'atac a terra

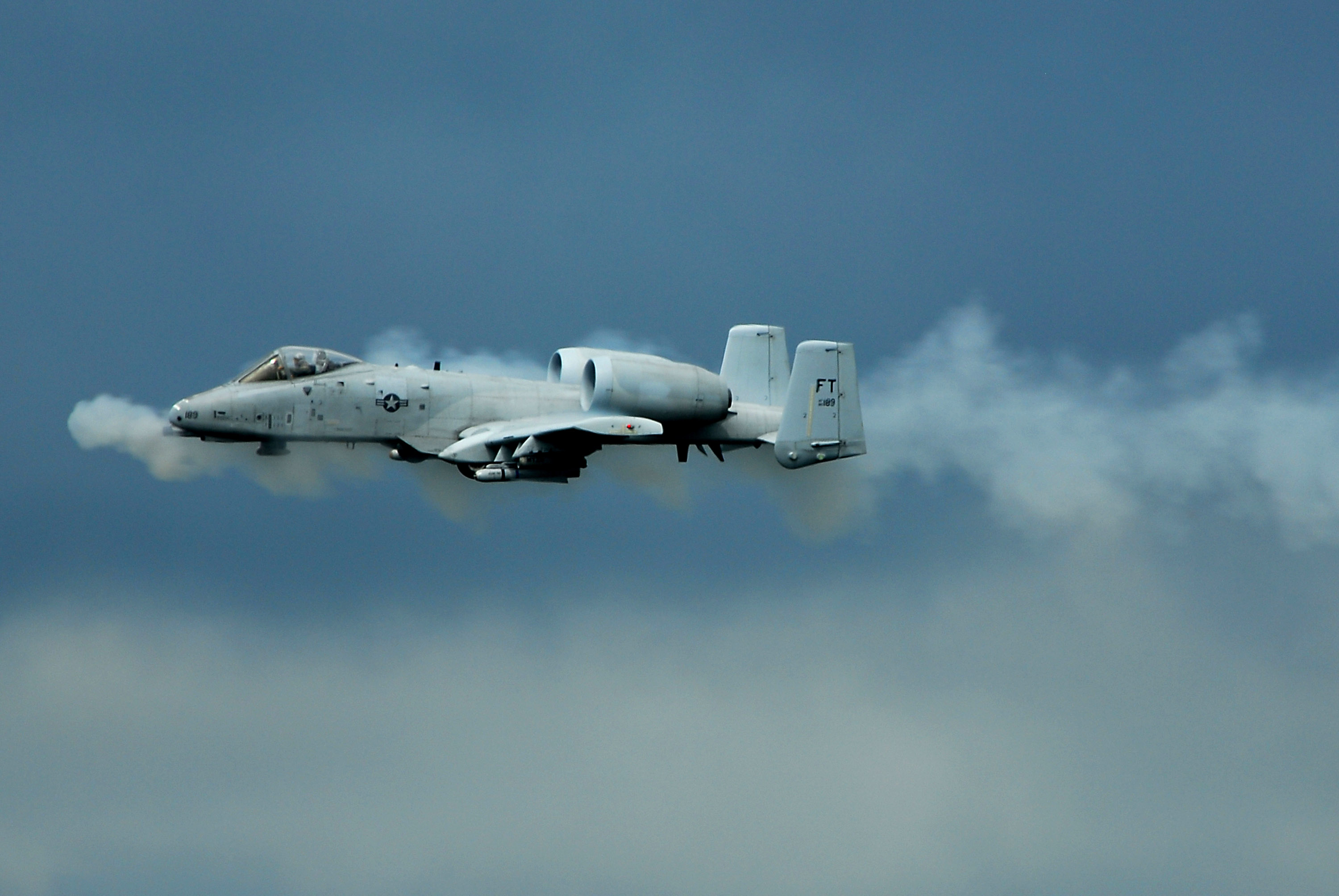
Un Fairchild Republic A-10 Thunderbolt II disparant el seu canó automàtic GAU-8 Avenger.

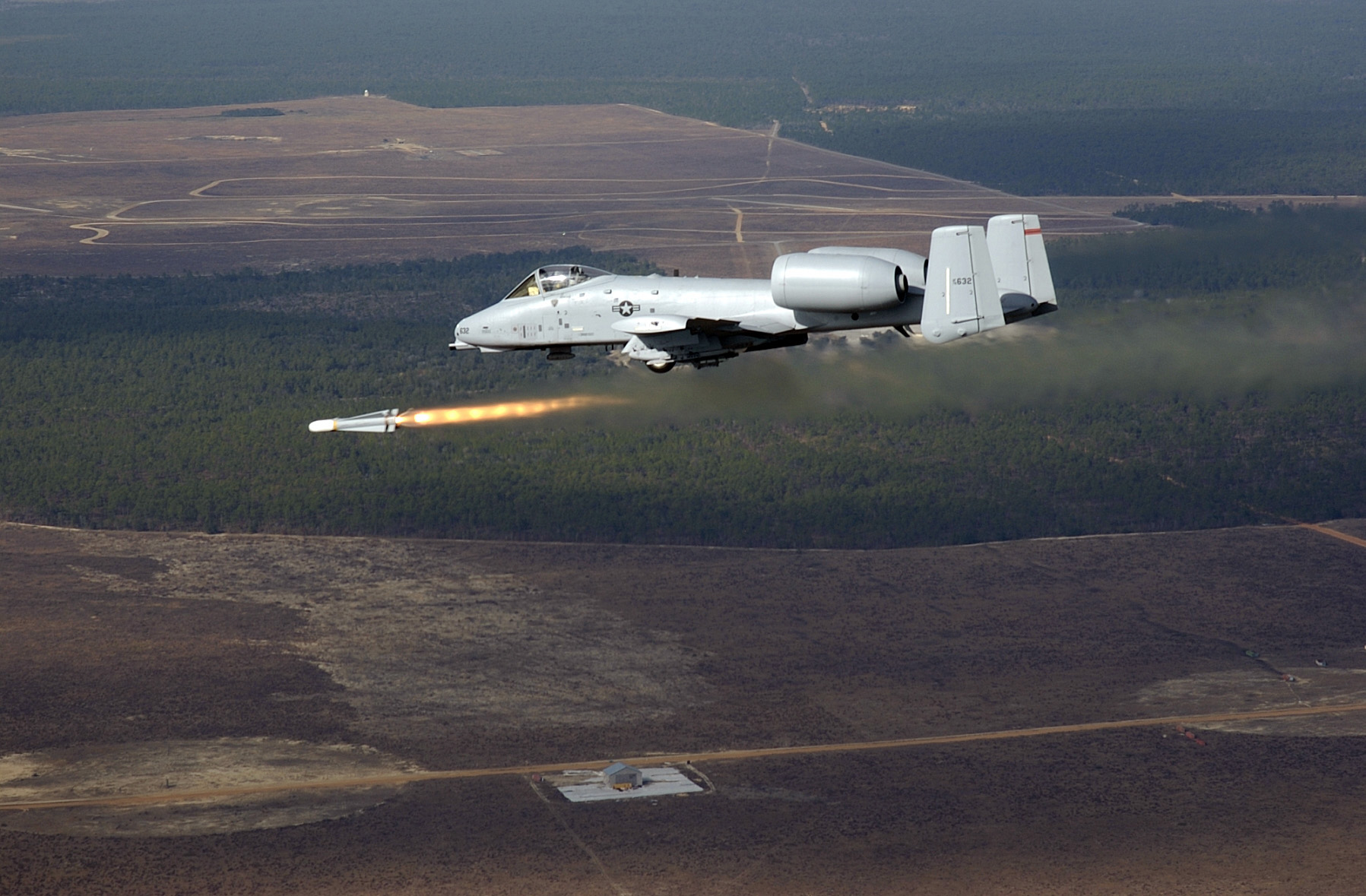
Un Fairchild Republic A-10 Thunderbolt II disparant un míssil aire-terra AGM-65 Maverick.

Una aeronau d'atac a terra és una aeronau militar dissenyada per atacar objectius terrestres i que sol ser desplegada com a suport aeri proper per les forces terrestres pròpies. La proximitat de forces amigues requereix atacs de precisió per part d'aquestes aeronaus, cosa que no és possible realitzar amb un avió bombarder tradicional. La proximitat a la qual arriben a estar dels objectius enemics també requereix que aquestes aeronaus siguin més robustes que un altre tipus d'aeronaus militars. A part de l'armament pertinent incorporen cert blindatge per a resistir el foc des de terra i generalment estan construïts en mòduls per a ser ràpidament reparats. Dos exemples d'aeronaus orientades totalment a l'atac a terra són el Fairchild Republic A-10 Thunderbolt II nord-americà i el Sukhoi Su-25 soviètic.
Normalment els avions d'atac són desplegats com a suport aeri proper a les forces terrestres, el seu paper és més tàctic que estratègic, operant en el front de la batalla i no contra objectius més profunds en la rereguarda enemiga. D'aquesta manera, aquestes aeronaus sovint són agregades a estructures de control sota comandament directe d'unitats de l'exèrcit en lloc d'unitats de la força aèria, encara que les formacions segueixin sent part orgànica de la força aèria i en última instància sota el comandament de la força aèria. S'usen diversos noms per als avions d'atac a terra: avió d'atac, caça bombarder, caça tàctic, bombarder pesant, bombarder tàctic, etc. L'avió d'atac lleuger pertany a una altra classe diferent, es basa en l'adaptació de l'avió d'entrenament o altres avions lleugers per a tasques d'atac.

## Història

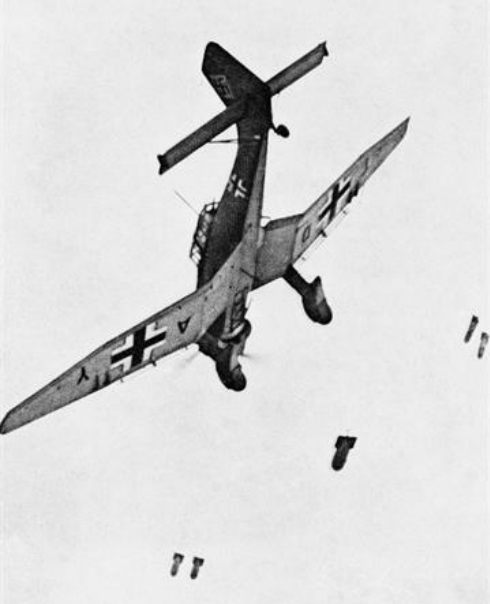
Un Junkers Ju 87B Stuka (TD+AY) alemany llançant bombes. Aquesta foto mostra un avió assignat a la unitat d'entrenament Sturzkampffliegerschule 1, cap al 1940.

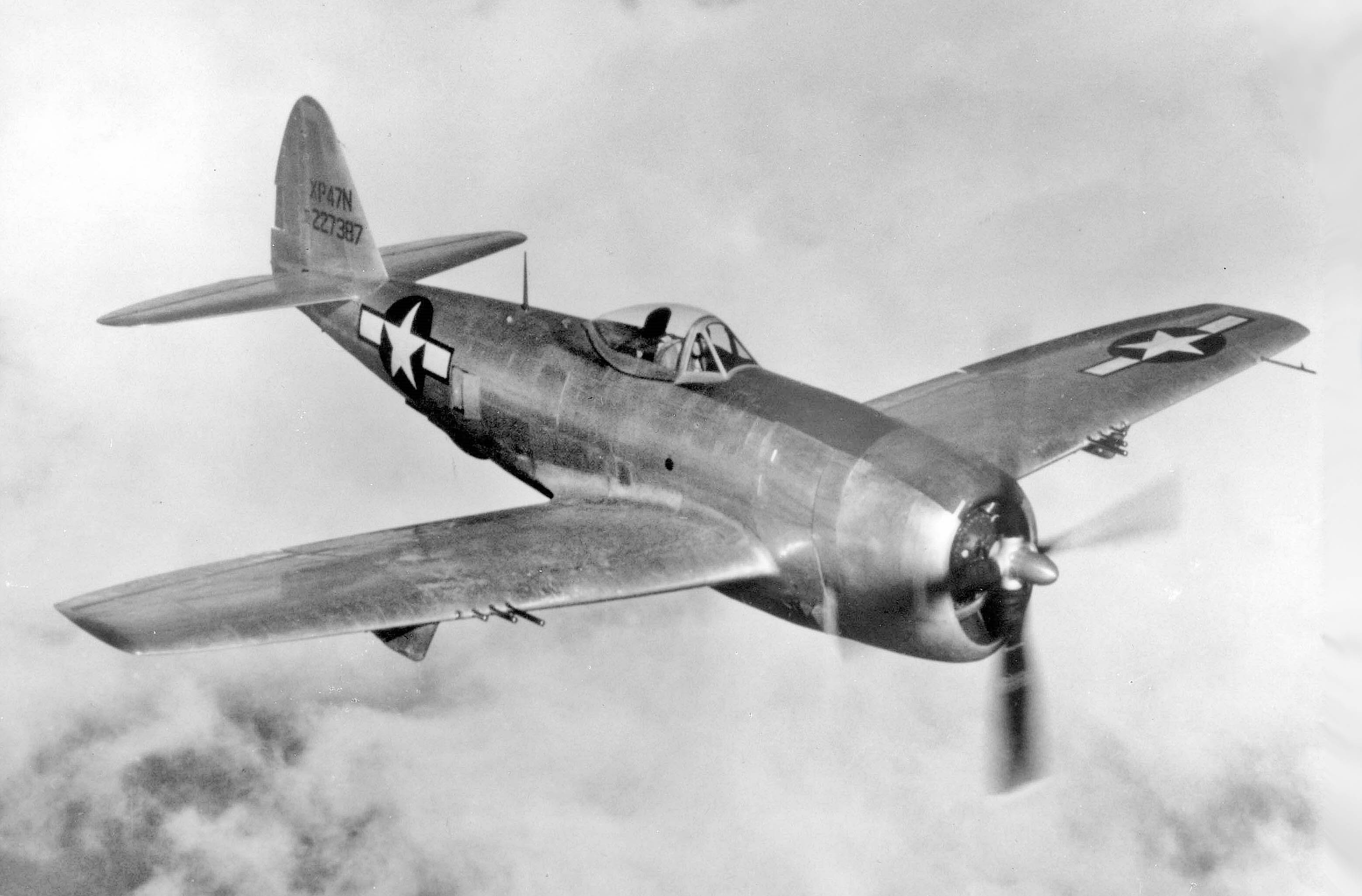
Un Republic P-47N Thunderbolt. el P-47 Thunderbolt va volar en la seva primera missió de combat: un escombrat sobre Europa Occidental. Utilitzat com a caça d'escorta a gran altitud i com a caça bombarder de baix nivell, el P-47 ràpidament va guanyar reputació per la seva robustesa. La construcció robusta i el motor radial refrigerat per aire van permetre al Thunderbolt absorbir greus danys en batalla i seguir volant.

L'avió d'atac dedicat com una classe separada va existir principalment durant i després de la Segona Guerra Mundial. La implementació precisa va variar d'un país a un altre i va ser manejada per una àmplia varietat de dissenys. En els Estats Units i Regne Unit, Gran Bretanya, els avions d'atac eren generalment bombarders lleugers o bombarders mitjans, que de vegades portaven armes més pesants que disparaven cap endavant com el North American B-25 Mitchell i de Havilland Mosquito Tsetse. A l'Alemanya i la URSS, on eren coneguts com Schlachtflugzeug ("avió de combat") o sturmovik ("soldat d'assalt") respectivament, aquesta funció va ser duta a terme per avions especialment dissenyats i fortament blindats com el Henschel Hs 129 i el Ilyushin Il-2. Els alemanys i els soviètics també van utilitzar bombarders lleugers en aquesta funció: les versions armades amb canons del Junkers Ju 87 Stuka superaven àmpliament en nombre al Henschel Hs 129, mentre que el Petlyakov Pe-2 es va utilitzar per a aquesta funció malgrat no estar específicament dissenyat per a això.
En l'última part de la Segona Guerra Mundial, el caça bombarder va començar a assumir molts rols d'atac, una transició que va continuar a l'era de la postguerra. Els exemples propulsats per motor de reacció eren relativament rars però no desconeguts, com el Blackburn Buccaneer. La Marina dels Estats Units va continuar introduint nous avions a la seva sèrie A, però aquests eren majoritàriament similars als bombarders lleugers i mitjans. La necessitat d'una categoria separada d'avions d'atac es va reduir en gran manera amb la introducció de municions guiades de precisió que permetien que gairebé qualsevol avió exercís aquesta funció mentre estava segur a gran altitud. Els helicòpters d'atac també han assumit molts rols restants que només es podrien dur a terme en altituds més baixes.
Des de la dècada de 1960, només s'han introduït àmpliament dos dissenys d'avions d'atac dedicats, el nord-americà Fairchild Republic A-10 Thunderbolt II i el soviètic/rus Sukhoi Su-25 Frogfoot. Una anomalia que pertany a aquesta classe és el Lockheed AC-130 nord-americà, que presenta el seu armament principal d'artilleria canons adaptats per a ús aeri, inclòs l'obús M102 de 105 mm.
També s'ha introduït una varietat de avions d'atac lleugers a l'era posterior a la Segona Guerra Mundial, generalment basats en entrenadors adaptats o altres avions lleugers d'ala fixa. Aquests han estat utilitzats en operacions de contrainsurgencia.

## Característiques
És un avió de pes mitjà que pot ser equipat amb un motor de turbina, de turbohèlix i alguns models amb dos motors de turbina per a més capacitat, de gran resistència, ales rectes i alta maniobrabilitat, és molt efectiu en vols a baixa altitud i velocitat, on l'aire és més dens, humit i pesat, es necessiten controls especials per controlar l'aeronau, ales grans, elevadors i frens d'aire, encara que majoritàriament no estan dissenyats per volar a velocitat supersònica o combatre contra altres avions caça de combat, a velocitat supersònica i gran altitud operativa.
La proximitat a què arriben a estar aquests avions d'atac, dels objectius enemics a terra en els seus vols a baixa altitud, pels seus vols de penetració profunda a baixa altitud sobre territori enemic o en una zona de combat, amb vols rasants sobre el mar, volant entre les muntanyes, valls i sobre les copes dels arbres, és d'una altura de pocs metres i missions d'atac a menys de 1.000 metres d'altitud, fins i tot vols rasants sobre les copes dels arbres i pocs metres sobre el mar.
Això també requereix que aquests avions siguin més maniobrables, sensibles als comandaments del pilot i més resistents, tenen la cabina blindada i les cobertes dels motors amb una protecció especial per resistir impactes d'armes lleugeres disparades des de terra. Amb capacitat de vol en tota mena de clima, superior a un altre tipus d'aeronaus militars per poder transportar armes pesants i tenir gran capacitat d'elevació, i alta maniobrabilitat a baixa altitud, poder aterrar a aeroports comercials, carreteres, pistes d'aterratge de segon nivell i pistes improvisades, fins i tot de terra.

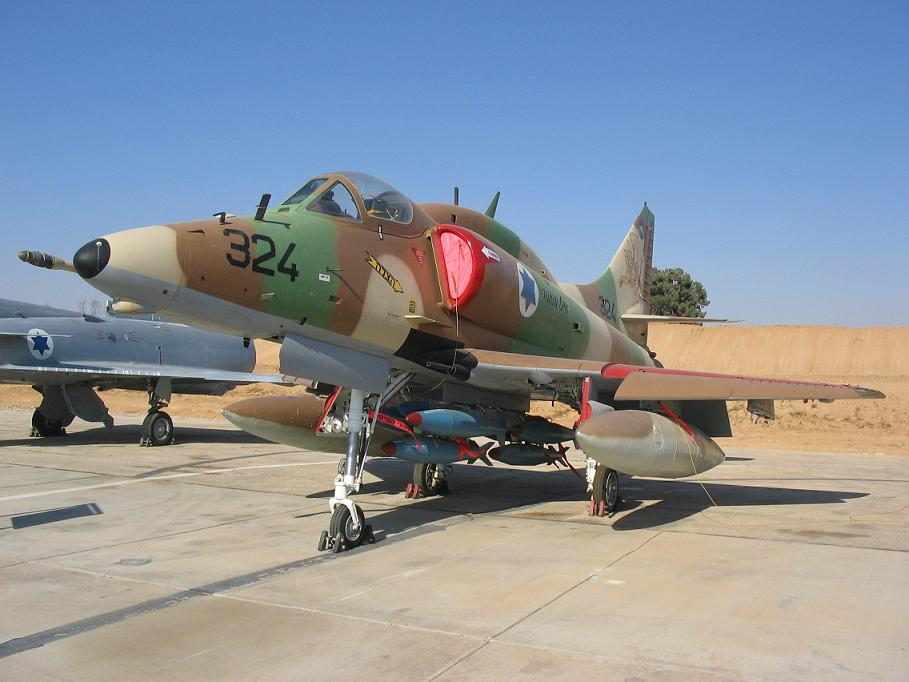
A-4N israelià.

A part de l'armament pertinent per atacar, bombes convencionals de caiguda lliure i les noves bombes guiades per làser i satèl·lit GPS de major precisió, incorporen cert blindatge a la cabina de comandament, per resistir el foc enemic des de terra i generalment, estan construïts en mòduls per ser ràpidament reparats. Poden transportar un canó d'atac a terra amb gran quantitat de municions, incorporat en el seu disseny o sota el fuselatge central de l'aeronau, muntat en un piló de càrrega d'armes i està equipat amb una gran quantitat de bengales de distracció de míssils, que són llançades a l'aire per evitar l'atac de míssils disparats des de terra, carregat completament per a una missió d'atac és un avió pesat i relativament lent, amb diferent performance de vol que un avió caça supersònic, lleuger i de vol molt lleuger per a maniobres de combat contra altres avions caça, dissenyat des del seu inici per a alta velocitat.
És molt eficient per al suport de tropes a terra a baixa altitud i pot efectuar les seves missions d'atac escortat per helicòpters, avions d'atac lleugers i altres avions caça, que volen a més altitud i velocitat, per evitar que altres avions de combat enemics puguin interceptar-los atacant des de l'aire una major altitud.
Els avions d'atac a terra tenen radars de seguiment de terreny, ordinadors, mires per albirar els objectius a terra i sistemes de control de vol, especialment dissenyats per a les missions d'atac a baixa altitud i velocitat, poden volar sobre territori enemic en missions de penetració profunda volant baix per no ser detectat per radars enemics, amb vols de reconeixement, patrulla, ronda, buscant blancs d'oportunitat i missions de combat en tota mena de clima, missions diürnes i nocturnes, pintats de color camuflatge de selva, sorra, neu, blau naval i de color negre per a missions d'atac furtiu.

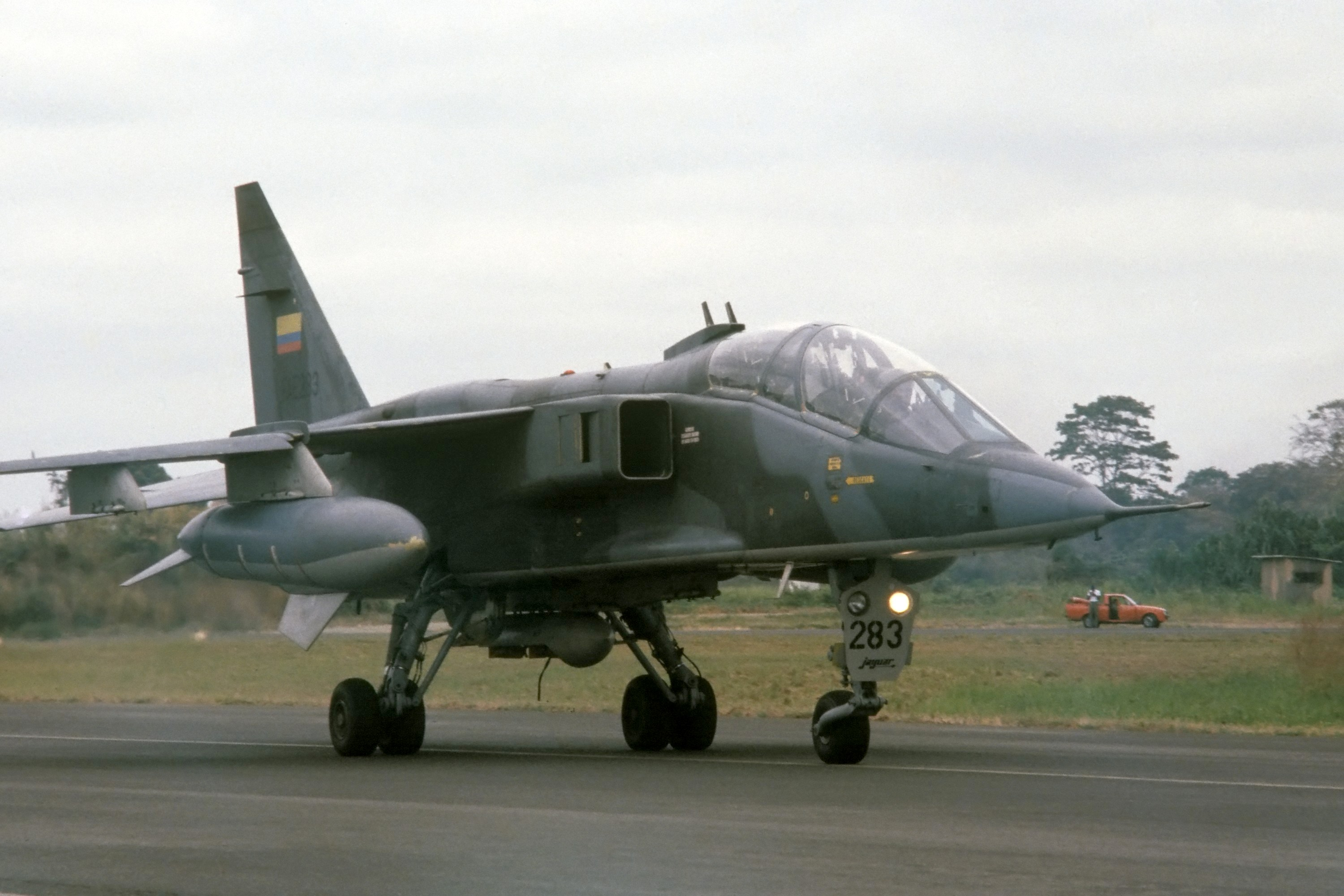
Un biplaça Jaguar EB de la Força Aèria Equatoriana.

Dos exemples d'aeronaus orientades totalment a l'atac a terra, des de l'inici del seu desenvolupament, són el bimotor de pes mitjà Fairchild Republic A-10 Thunderbolt II dels Estats Units, i el bimotor Sukhoi Su-25 fabricat a la Unió Soviètica, altres avions han estat adaptats per a aquesta funció, com el Sepecat Jaguar i el Harrier d'Anglaterra, a la Guerra del Golf i en els recents combats a l'Afganistan.
Normalment en una situació de batalla, els avions d'atac són desplegats com a suport aeri proper a les forces terrestres, operant juntament amb helicòpters artillats i avions no tripulats UAV, el seu paper en el camp de batalla modern és més tàctic que estratègic, operant al front de la batalla i no contra objectius més profunds en la rereguarda enemiga. D'aquesta manera, aquestes aeronaus d'atac, sovint són agregades a estructures de control sota comandament directe d'unitats de l'exèrcit, comandaments per ràdio per a assignació dels blancs enemics, segons la posició de les forces d'observació a terra, en el mateix moment dels combats contra forces enemigues, en lloc de rebre ordres d'atac d'unitats de la força aèria, a la base d'ordre de la nau, en una base aèria militar, aeroport proper o portaavions, per a disparar rondes de metralla, llançar bombes guiades per làser, GPS, bombes convencionals de caiguda lliure, bombes de fragmentació, coets i míssils, per atacar posicions enemigues, tropes de desembarcament, bases enemigues, estacions de radar i llançadors de míssils.

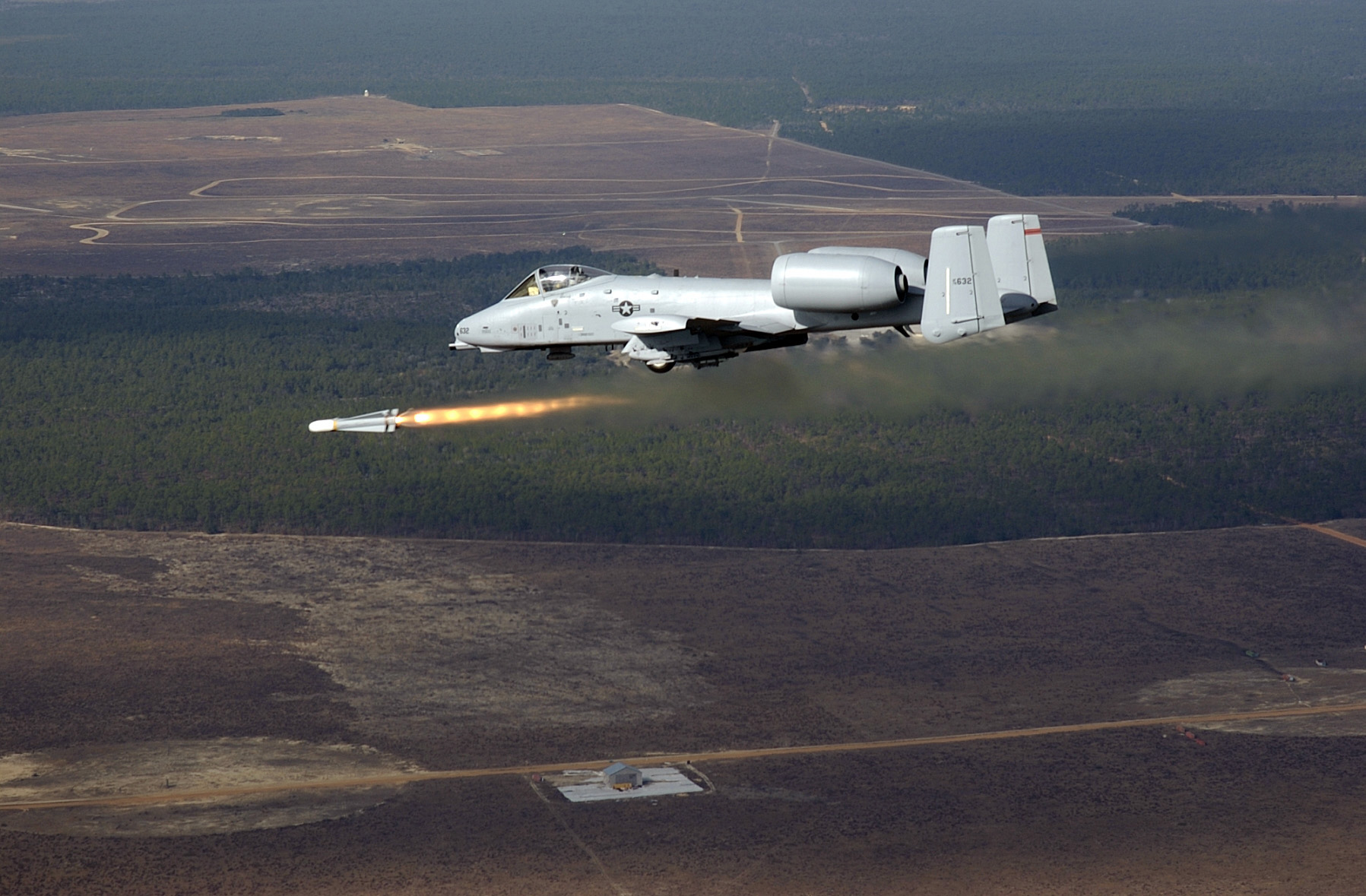
Un A-10 Thunderbolt II disparant un míssil aire-terra AGM-65 Maverick.

Encara que les formacions i entrenament dels pilots, segueixin sent part orgànica de la Força Aèria de cada país i en última instància, els pilots estan sota el comandament de la Força Aèria i la Marina, tenen molta relació amb les forces terrestres de combat, per poder realitzar amb èxit i en forma conjunta, atacs de precisió contra campaments de terroristes, lluita contra el tràfic de drogues, interceptar avions il·legals, escorta d'avions fumigadors de plantacions il·legals, escorta d'helicòpters de rescat dins territori enemic, captura de contraban de drogues, defensa de posicions militars, llocs de control, carreteres i ponts, els avions poden aterrar a bases militars, aeroports comercials, pistes d'aterratge de segon nivell, carreteres i camins de terra.
S'usen diversos noms per als avions d'atac a terra: avió d'atac, caça bombarder, caça tàctic, bombarder tàctic, etcètera. El avió d'atac lleuger pertany a una altra categoria diferent, es basa en l'adaptació d'entrenadors o altres avions lleugers, per a tasques d'atac, adaptant un piló de càrrega d'armes baix les ales, és més limitat en la seva capacitat d'atac, transport d'armes i combustible, però també pot operar com un avió d'atac a terra en una funció operativa secundària, com el nou avió de combat Yakovlev Yak-130.
La seva comprovada efectivitat en combat a la Guerra del Vietnam, Guerra de les Malvines, Afganistan, la Guerra del Golf a l'Iraq, la intervenció en Líbia i altres conflictes al món, mantenen la necessitat d'estar presents a les Forces Aèries de diversos països, per al suport de les operacions militars a terra i atacs de precisió en territori enemic, perquè són més efectius que els avions supersònics, dissenyats per volar a major altitud i velocitat, i combat a l'aire contra altres avions caça supersònics.

## Exemples
- Douglas A-4 Skyhawk
- Douglas A-1 Skyraider
- Grumman A-6 Intruder
- Fairchild-Republic A-10 Thunderbolt II
- Sukhoi Su-24
- Sukhoi Su-25
- Mikoian MiG-27
- SEPECAT Jaguar
- Dassault Mirage 5
- Dassault-Breguet Super Étendard
- Embraer EMB 314 Super Tucano